# Народно читалище „Христо Ботев – 1871“
Народно читалище „Христо Ботев – 1871“ в град Смолян съществува от 1871 година.
Под неговото крило произлизат главните културни институти на Смолян – Родопският драматичен театър, Регионалната библиотека, Държавният ансамбъл „Родопа“ и други. От читалищните състави, школи и кръжоци израстват професионални музиканти, художници, артисти и писатели.
Днес то е най-голямото и значимо културно средище в Средните Родопи. Развива многостранни дейности, които имат своя принос в обогатяването на съвременния живот, както на града, така и на региона.
Състави
- Смесен хор – основан през 1920 година. Изнесъл е над 3000 концерта в страната и чужбина.
- Музикален театър – основан през 1927 година. Реализирал е многобройни класически и съвременни постановки на опери, оперети и мюзикъли.
- Детска музикална школа. Вече 5 десетилетия подготвя кадри за музикалните училища и висшите учебни заведения по музика.
- Детски музикален театър – съществува към читалището от 1960 година. Постановките му се радват на успех и са адресирани главно за детско-юношеската публика.
- Детска музикално-танцова формация „Фани Бенова“ – създава и разпросранява раэлични стилове музика сред подрастващите.
- Танцова формация „Най“ е любимо място на деца и тийнейджъри, които обичат да танцуват народни и съвременни танци.
- Няколко автентични певчески и танцови състава, както и гайдарски оркестър допълват фолклорната палитра на читалището.

## Галерия
- Паметни плочи на фасадата на читалището
- Плоча за основаването на Дружба „Родина“
- Плоча за основаването на Родопския народен театър
- Плоча за основаването на училище „Екзарх Йосиф I“
- Плоча на кмета на Смолян Атанас Капитанов